# 익수
익수(翼宿)는 동아시아의 별자리인 이십팔수의 하나이다. 남방주작 7수(宿) 중 여섯 번째에 해당된다.
서양 별자리의 컵자리에 그 일부가 해당된다.

## 익수에 속한 별자리
익수에 속한 별자리들은 다음과 같다.
| 별자리 | 한자 | 별 개수 | 위치       |
| ------ | ---- | ------- | ---------- |
| 익     | 翼   | 22      | 컵, 바다뱀 |
| 동구   | 東甌 | 5       |            |

## 참고 문헌
- 권근 외, 『천상열차분야지도』, 서운관(書雲觀), 1395
- 이문규, 《고대 중국인이 바라본 하늘의 세계》, 문학과 지성사, 2000
- 이순지 저, 김수길.윤상철 역,《천문류초》, 대유학당, 1998
- 박창범, 《하늘에 새긴 우리역사》, 김영사, 2002